# Élections municipales de 2020 dans le Gard
Les élections municipales de 2020 dans le Gard ont lieu le 15 mars 2020 avec un second tour initialement prévu le 22 mars. Comme dans le reste de la France, le report du second tour est annoncé en pleine crise sanitaire liée à la propagation du coronavirus (Covid-19). Par un décret du 27 mai 2020, le second tour est fixé au 28 juin 2020.

## Résultats au niveau départemental

### Maires sortants et maires élus
Contrairement au précédent, le scrutin est marqué par une grande stabilité politique. La gauche échoue à reprendre les villes perdues en 2014, à Aigues-Mortes, Caveirac, Manduel, Saint-Ambroix, Saint-Christol-lez-Alès et surtout Saint-Gilles. Elle parvient toutefois à enregistrer quelques succès à Marguerittes et Roquemaure, qui compensent la perte de Vergèze au profit des centristes. Ces derniers conservent leurs mairies, de même que Les Républicains, facilement reconduits dans les deux plus grandes villes du département, à Nîmes et Alès. De son côté, le Rassemblement national conserve Beaucaire.
| Commune                    | Population | Maire sortant        | Parti | Parti     | Maire élu                     | Parti | Parti    |
| -------------------------- | ---------- | -------------------- | ----- | --------- | ----------------------------- | ----- | -------- |
| Aigues-Mortes              | 8 325      | Pierre Mauméjean     |       | UDI       | Pierre Maumejean              |       | UDI      |
| Aigues-Vives               | 3 337      | Jacky Rey            |       | DVG       | Jacky Rey                     |       | DVG      |
| Aimargues                  | 5 647      | Jean-Paul Franc      |       | DVD       | Jean-Paul Franc               |       | DVD      |
| Alès                       | 40 219     | Max Roustan          |       | LR        | Max Roustan                   |       | LR       |
| Anduze                     | 3 436      | Bonifacio Iglesias   |       | DVG       | Geneviève Blanc               |       | EELV     |
| Aramon                     | 4 238      | Michel Pronesti      |       | PCF       | Jean-Marie Rosier             |       | app. PCF |
| Bagnols-sur-Cèze           | 18 258     | Jean-Yves Chapelet   |       | PS        | Jean-Yves Chapelet            |       | PS       |
| Beaucaire                  | 15 963     | Julien Sanchez       |       | RN        | Julien Sanchez                |       | RN       |
| Beauvoisin                 | 4 780      | Guy Schramm          |       | DVD       | Mylène Cayzac                 |       | DVG      |
| Bellegarde                 | 7 129      | Juan Martinez        |       | PS        | Juan Martinez                 |       | DVG      |
| Bernis                     | 3 420      | Théos Granchi        |       | SE        | Théos Granchi                 |       | SE       |
| Bouillargues               | 6 328      | Maurice Gaillard     |       | DVD       | Maurice Gaillard              |       | DVC      |
| Caissargues                | 4 027      | Christian Schoepfer  |       | DVD       | Olivier Fabregoul             |       | SE       |
| Calvisson                  | 5 745      | André Sauzède        |       | SE        | André Sauzède                 |       | DVC      |
| Caveirac                   | 4 181      | Gérard Trauchessec   |       | SE        | Jean-Luc Chailan              |       | SE       |
| Clarensac                  | 4 263      | Marjorie Enjelvin    |       | DVG       | Patrick Gervais               |       | SE       |
| Fourques                   | 2 748      | Gilles Dumas         |       | DVG       | Gilles Dumas                  |       | DVG      |
| Gallargues-le-Montueux     | 3 703      | Freddy Cerda         |       | UDI       | Freddy Cerda                  |       | UDI      |
| Garons                     | 4 895      | Alain Dalmas         |       | DVD       | Alain Dalmas                  |       | DVD      |
| Générac                    | 4 118      | Frédéric Touzellier  |       | LR        | Frédéric Touzellier           |       | LR       |
| Jonquières-Saint-Vincent   | 3 779      | Jean-Marie Fournier  |       | LR        | Jean-Marie Fournier           |       | LR       |
| La Grand-Combe             | 5 041      | Patrick Malavieille  |       | PCF       | Patrick Malavieille           |       | PCF      |
| Laudun-l'Ardoise           | 6 292      | Yves Cazorla         |       | SE        | Yves Cazorla                  |       | SE       |
| Le Grau-du-Roi             | 8 517      | Robert Crauste       |       | DVG       | Robert Crauste                |       | DVC      |
| Le Vigan                   | 3 820      | Éric Doulcier        |       | app. EELV | Sylvie Arnal                  |       | DVG      |
| Les Angles                 | 8 349      | Jean-Louis Banino    |       | LR        | Jean-Louis Banino             |       | LR       |
| Manduel                    | 6 814      | Jean-Jacques Granat  |       | LR        | Jean-Jacques Granat           |       | LR       |
| Marguerittes               | 8 586      | William Portal       |       | UDI       | Rémi Nicolas                  |       | DVG      |
| Milhaud                    | 5 636      | Jean-Luc Descloux    |       | DVD       | Jean-Luc Descloux             |       | DVD      |
| Montfrin                   | 3 189      | Claude Martinet      |       | DVD       | Éric Tremoulet                |       | SE       |
| Nîmes                      | 150 610    | Jean-Paul Fournier   |       | LR        | Jean-Paul Fournier            |       | LR       |
| Pont-Saint-Esprit          | 10 336     | Claire Lapeyronie    |       | DVG       | Claire Lapeyronie             |       | DVG      |
| Poulx                      | 4 136      | Patrice Quittard     |       | DVG       | Patrice Quittard              |       | DVG      |
| Pujaut                     | 4 039      | Guy David            |       | SE        | Sandrine Soulier              |       | SE       |
| Quissac                    | 3 216      | Serge Cathala        |       | DVD       | Serge Cathala                 |       | DVD      |
| Redessan                   | 4 115      | Fabienne Richard     |       | DVG       | Fabienne Richard-Trinquier    |       | SE       |
| Rochefort-du-Gard          | 7 532      | Dominique Riberi     |       | LR        | Rémy Bachevalier              |       | LREM     |
| Roquemaure                 | 5 481      | André Heughe         |       | LR        | Nathalie Nury                 |       | DVG      |
| Rousson                    | 4 106      | Ghislain Chassary    |       | PCF       | Ghislain Chassary             |       | PCF      |
| Saint-Ambroix              | 3 162      | Jean-Pierre De Faria |       | DVD       | Jean-Pierre De Faria          |       | DVD      |
| Saint-Christol-lez-Alès    | 7 030      | Jean-Charles Bénézet |       | UDI       | Jean-Charles Bénézet          |       | UDI      |
| Saint-Geniès-de-Malgoirès  | 3 007      | Michel Martin        |       | PCF       | Jean-François Durand-Coutelle |       | SE       |
| Saint-Gilles               | 13 564     | Eddy Valadier        |       | LR        | Eddy Valadier                 |       | LR       |
| Saint-Hilaire-de-Brethmas  | 4 313      | Jean-Michel Perret   |       | DVG       | Jean-Michel Perret            |       | DVG      |
| Saint-Hippolyte-du-Fort    | 3 939      | Bruno Olivieri       |       | SE        | Bruno Olivieri                |       | SE       |
| Saint-Julien-les-Rosiers   | 3 348      | Serge Bord           |       | PCF       | Serge Bord                    |       | PCF      |
| Saint-Laurent-d'Aigouze    | 3 474      | Laurent Pélissier    |       | DVD       | Thierry Féline                |       | DVD      |
| Saint-Laurent-des-Arbres   | 3 072      | Philippe Gamard      |       | SE        | Philippe Gamard               |       | SE       |
| Saint-Martin-de-Valgalgues | 4 419      | Claude Cerpedes      |       | PCF       | Claude Cerpedes               |       | PCF      |
| Saint-Privat-des-Vieux     | 5 182      | Philippe Ribot       |       | UDI       | Philippe Ribot                |       | UDI      |
| Saint-Quentin-la-Poterie   | 3 054      | Yvon Bonzi           |       | PS        | Yvon Bonzi                    |       | PS       |
| Salindres                  | 3 494      | Yves Comte           |       | DVG       | Yves Comte                    |       | DVG      |
| Sommières                  | 4 917      | Guy Marotte          |       | DVG       | Pierre Martinez               |       | DVG      |
| Uchaud                     | 4 315      | Joffrey Léon         |       | DVD       | Joffrey Léon                  |       | DVD      |
| Uzès                       | 8 454      | Jean-Luc Chapon      |       | MR        | Jean-Luc Chapon               |       | MRSL     |
| Vauvert                    | 11 608     | Jean Denat           |       | PS        | Jean Denat                    |       | PS       |
| Vergèze                    | 5 188      | René Balana          |       | PS        | Pascale Fortunat-Deschamps    |       | DVG      |
| Villeneuve-lès-Avignon     | 11 698     | Jean-Marc Roubaud    |       | LR        | Pascale Bories                |       | LR       |

### Résultats en nombre de maires
| Partis       | Partis                               | Maires sortants | Maires élus | Évolution     |
| ------------ | ------------------------------------ | --------------- | ----------- | ------------- |
|              | Les Républicains                     | 8               | 8           | en stagnation |
|              | Divers droite                        | 11              | 7           | 4             |
|              | Union des démocrates et indépendants | 5               | 4           | 1             |
| Total droite | Total droite                         | 24              | 19          | 5             |
|              | Parti socialiste                     | 5               | 3           | 2             |
|              | Parti communiste français            | 6               | 5           | 1             |
|              | Divers gauche                        | 11              | 13          | 1             |
|              | Europe Écologie Les Verts            | 1               | 1           | en stagnation |
| Total gauche | Total gauche                         | 23              | 19          | 2             |
|              | La République en marche              | 0               | 1           | 1             |
|              | Mouvement radical                    | 1               | 1           | en stagnation |
|              | Divers centre                        | 0               | 3           | 3             |
| Total centre | Total centre                         | 1               | 6           | 5             |
|              | Rassemblement national               | 1               | 1           | en stagnation |
|              | Sans étiquette                       | 8               | 11          | 3             |
| Total        | Total                                | 57              | 57          |               |

#### Résultats dans les communes de plus de 1 000 habitants
|       | Divers                    | DIV            | 26 003  | 13,39 | 277   | 6 888  | 10,03 | 80  | 357   | 11,58 |  |  |  |  |
|       | Divers centre             | DVC            | 21 585  | 11,12 | 187   | 14 841 | 21,60 | 95  | 282   | 9,14  |  |  |  |  |
|       | Divers gauche             | DVG            | 21 335  | 10,99 | 118   | 15 909 | 23,16 | 129 | 247   | 8,01  |  |  |  |  |
|       | Les Républicains          | LR             | 19 103  | 9,84  | 94    | 11 703 | 17,03 | 42  | 136   | 4,41  |  |  |  |  |
|       | Divers droite             | DVD            | 18 490  | 9,52  | 179   | 3 543  | 5,16  | 38  | 217   | 7,04  |  |  |  |  |
|       | Rassemblement national    | RN             | 12 677  | 6,53  | 33    | 7 692  | 11,20 | 18  | 51    | 1,65  |  |  |  |  |
|       | Union de la gauche        | UG             | 4 638   | 2,39  | 4     |        |       |     | 4     | 0,13  |  |  |  |  |
|       | Écologistes               | ECO            | 1 329   | 0,68  | 6     | 1 453  | 2,11  | 7   | 13    | 0,42  |  |  |  |  |
|       | Parti communiste français | COM            | 950     | 0,49  | 25    |        |       |     | 25    | 0,81  |  |  |  |  |
|       | Union du centre           | UC             | 844     | 0,43  | 3     | 3      | 0,10  |     |       |       |  |  |  |  |
|       | La République en marche   | REM            | 513     | 0,26  | 0     | 0      | 0,00  |     |       |       |  |  |  |  |
|       | Extrême gauche            | EXG            | 174     | 0,09  | 0     | 0      | 0,00  |     |       |       |  |  |  |  |
|       | Gilets jaunes             | GJ             | 62      | 0,03  | 0     | 0      | 0,00  |     |       |       |  |  |  |  |
|       | Sans étiquette            | Sans étiquette | 66 475  | 34,23 | 1 613 | 6 672  | 9,71  | 136 | 1 749 | 56,71 |  |  |  |  |
|       |                           |                |         |       |       |        |       |     |       |       |  |  |  |  |
| Total | Total                     | Total          | 194 178 | 100   | 2 539 | 68 701 | 100   | 545 | 3 084 | 100   |  |  |  |  |

## Résultats dans les communes de plus de3 000 habitants

### Aigues-Mortes
- Maire sortant : Pierre Mauméjean (UDI)
- 29 sièges à pourvoir au conseil municipal (population légale 2017 : 8 325 habitants)
- 13 sièges à pourvoir au conseil communautaire (CC Terre de Camargue)

|                          | Pierre Mauméjean,        | DVD                      | 1 848 | 54,03 | 23 | 11 |  |  |
|                          | Cédric Bonato            | SE                       | 1 113 | 32,54 | 5  | 2  |  |  |
|                          | Stéphane Pignan          | DVD                      | 328   | 9,59  | 1  | 0  |  |  |
|                          | Auguste Victoria         | DVD                      | 131   | 3,83  | 0  | 0  |  |  |
|                          |                          |                          |       |       |    |    |  |  |
| Votes valides            | Votes valides            | Votes valides            | 3 420 | 96,99 |    |    |  |  |
| Votes blancs             | Votes blancs             | Votes blancs             | 48    | 1,36  |    |    |  |  |
| Votes nuls               | Votes nuls               | Votes nuls               | 58    | 1,64  |    |    |  |  |
| Total                    | Total                    | Total                    | 3 526 | 100   | 29 | 13 |  |  |
| Abstention               | Abstention               | Abstention               | 3 761 | 51,61 |    |    |  |  |
| Inscrits / participation | Inscrits / participation | Inscrits / participation | 7 287 | 48,39 |    |    |  |  |

### Aigues-Vives
- Maire sortant : Jacky Rey (DVG)
- 23 sièges à pourvoir au conseil municipal (population légale 2017 : 3 337 habitants)
- 5 sièges à pourvoir au conseil communautaire (CC Rhôny Vistre Vidourle)

|                          | Jacky Rey,               | DVG                      | 596   | 51,78 | 18 | 4 |  |  |
|                          | Nathalie Peretti         | DVD                      | 372   | 32,31 | 4  | 1 |  |  |
|                          | Jack Potavin             | DVG                      | 183   | 15,89 | 1  | 0 |  |  |
|                          |                          |                          |       |       |    |   |  |  |
| Votes valides            | Votes valides            | Votes valides            | 1 151 | 97,79 |    |   |  |  |
| Votes blancs             | Votes blancs             | Votes blancs             | 15    | 1,27  |    |   |  |  |
| Votes nuls               | Votes nuls               | Votes nuls               | 11    | 0,93  |    |   |  |  |
| Total                    | Total                    | Total                    | 1 177 | 100   | 23 | 5 |  |  |
| Abstention               | Abstention               | Abstention               | 1 230 | 51,10 |    |   |  |  |
| Inscrits / participation | Inscrits / participation | Inscrits / participation | 2 407 | 48,90 |    |   |  |  |

### Aimargues
- Maire sortant : Jean-Paul Franc
- 29 sièges à pourvoir au conseil municipal (population légale 2017 : 5 647 habitants)
- 7 sièges à pourvoir au conseil communautaire (CC de Petite Camargue)

|                          | Jean-Paul Franc,         | DVD                      | 1 230 | 56,44 | 23 | 6 |  |  |
|                          | Caroline Breschit        | DVD                      | 949   | 43,55 | 6  | 1 |  |  |
|                          |                          |                          |       |       |    |   |  |  |
| Votes valides            | Votes valides            | Votes valides            | 2 179 | 97,02 |    |   |  |  |
| Votes blancs             | Votes blancs             | Votes blancs             | 35    | 1,56  |    |   |  |  |
| Votes nuls               | Votes nuls               | Votes nuls               | 32    | 1,42  |    |   |  |  |
| Total                    | Total                    | Total                    | 2 246 | 100   | 29 | 7 |  |  |
| Abstention               | Abstention               | Abstention               | 1 937 | 46,31 |    |   |  |  |
| Inscrits / participation | Inscrits / participation | Inscrits / participation | 4 183 | 53,69 |    |   |  |  |

### Alès
- Maire sortant : Max Roustan (LR)
- 43 sièges à pourvoir au conseil municipal (population légale 2017 : 40 219 habitants)
- 27 sièges à pourvoir au conseil communautaire (CA Alès Agglomération)

|                          | Max Roustan              | LR                       | 4 827  | 56,80 | 36 | 23 |  |  |
|                          | Paul Planque             | PCF-PS-EELV-LFI-G.s      | 1 941  | 22,84 | 5  | 3  |  |  |
|                          | Francis Bassier          | RN                       | 738    | 8,68  | 2  | 1  |  |  |
|                          | Marc Peyroche            | SE                       | 338    | 3,97  | 0  | 0  |  |  |
|                          | Fabien Gabillon          | DVG                      | 275    | 3,23  | 0  | 0  |  |  |
|                          | Éric Bouchité            | DVC-LREM                 | 204    | 2,40  | 0  | 0  |  |  |
|                          | Jérôme Garcia            | LO                       | 174    | 2,04  | 0  | 0  |  |  |
|                          |                          |                          |        |       |    |    |  |  |
| Votes valides            | Votes valides            | Votes valides            | 8 497  | 96,92 |    |    |  |  |
| Votes blancs             | Votes blancs             | Votes blancs             | 100    | 1,14  |    |    |  |  |
| Votes nuls               | Votes nuls               | Votes nuls               | 170    | 1,94  |    |    |  |  |
| Total                    | Total                    | Total                    | 8 767  | 100   | 43 | 27 |  |  |
| Abstention               | Abstention               | Abstention               | 17 482 | 66,60 |    |    |  |  |
| Inscrits / participation | Inscrits / participation | Inscrits / participation | 26 249 | 33,40 |    |    |  |  |

Le 24 mai 2020 lors du premier conseil municipal de la législature, Max Roustan est élu maire d'Alès faisant le plein des 36 voix de sa majorité. Il entame son cinquième mandat consécutif. Christophe Rivenq est nommé premier adjoint, en vue d'une prochaine succession.

### Anduze
- Maire sortant : Bonifacio Iglesias (DVG)
- 23 sièges à pourvoir au conseil municipal (population légale 2017 : 3 436 habitants)
- 2 sièges à pourvoir au conseil communautaire (CA Alès Agglomération)

| Tête de liste            | Tête de liste            | Liste                    | Premier tour | Premier tour | Sièges | Sièges |
| Tête de liste            | Tête de liste            | Liste                    | Voix         | %            | CM     | CC     |
| ------------------------ | ------------------------ | ------------------------ | ------------ | ------------ | ------ | ------ |
|                          | Geneviève Blanc          | SE                       | 701          | 53,06        | 18     | 2      |
|                          | Bonifacio Iglesias,      | DVG                      | 620          | 46,93        | 5      | 0      |
|                          |                          |                          |              |              |        |        |
| Votes valides            | Votes valides            | Votes valides            | 1 321        | 97,28        |        |        |
| Votes blancs             | Votes blancs             | Votes blancs             | 14           | 1,03         |        |        |
| Votes nuls               | Votes nuls               | Votes nuls               | 23           | 1,69         |        |        |
| Total                    | Total                    | Total                    | 1 358        | 100          | 23     | 2      |
| Abstention               | Abstention               | Abstention               | 1 016        | 42,80        |        |        |
| Inscrits / participation | Inscrits / participation | Inscrits / participation | 2 374        | 57,20        |        |        |

### Aramon
- Maire sortant : Michel Pronesti (PCF)
- 27 sièges à pourvoir au conseil municipal (population légale 2017 : 4 238 habitants)
- 6 sièges à pourvoir au conseil communautaire (CC du Pont du Gard)

| Tête de liste            | Tête de liste            | Liste                    | Premier tour | Premier tour | Second tour | Second tour | Sièges | Sièges |
| Tête de liste            | Tête de liste            | Liste                    | Voix         | %            | Voix        | %           | CM     | CC     |
| ------------------------ | ------------------------ | ------------------------ | ------------ | ------------ | ----------- | ----------- | ------ | ------ |
|                          | Jean-Marie Rosier        | DVG, app. PCF            | 694          | 42,29        | 953         | 54,99       | 21     | 5      |
|                          | Martine Escoffier        | LREM                     | 513          | 31,26        | 780         | 45,01       | 6      | 1      |
|                          | Jean-Claude Prat         | SE                       | 434          | 26,44        | 780         | 45,01       | 6      | 1      |
|                          |                          |                          |              |              |             |             |        |        |
| Votes valides            | Votes valides            | Votes valides            | 1 641        | 96,19        | 1 733       | 97,20       |        |        |
| Votes blancs             | Votes blancs             | Votes blancs             | 29           | 1,70         | 32          | 1,79        |        |        |
| Votes nuls               | Votes nuls               | Votes nuls               | 36           | 2,11         | 18          | 1,01        |        |        |
| Total                    | Total                    | Total                    | 1 706        | 100          | 1 783       | 100         | 27     | 6      |
| Abstention               | Abstention               | Abstention               | 1 724        | 50,26        | 1 649       | 48,05       |        |        |
| Inscrits / participation | Inscrits / participation | Inscrits / participation | 3 430        | 49,74        | 3 432       | 51,95       |        |        |

### Bagnols-sur-Cèze
- Maire sortant : Jean-Yves Chapelet (PS)
- 33 sièges à pourvoir au conseil municipal (population légale 2017 : 18 258 habitants)
- 17 sièges à pourvoir au conseil communautaire (CA du Gard rhodanien)

| Tête de liste            | Tête de liste            | Liste                    | Premier tour | Premier tour | Second tour | Second tour | Sièges | Sièges |
| Tête de liste            | Tête de liste            | Liste                    | Voix         | %            | Voix        | %           | CM     | CC     |
| ------------------------ | ------------------------ | ------------------------ | ------------ | ------------ | ----------- | ----------- | ------ | ------ |
|                          | Jean-Yves Chapelet,      | PS-LREM-DVC              | 1 880        | 39,71        | 2 170       | 47,37       | 25     | 13     |
|                          | Corine Martin            | RN                       | 1 365        | 28,83        | 1 710       | 37,33       | 6      | 3      |
|                          | Thierry Vincent          | SE                       | 573          | 12,10        | 700         | 15,28       | 2      | 1      |
|                          | Christian Roux           | DVG-PS-GRS-EELV-PRG      | 550          | 11,61        | Retrait     | Retrait     | 0      | 0      |
|                          | Jocelyne Gayte           | LR                       | 304          | 6,42         |             |             | 0      | 0      |
|                          | Christophe Prévost       | GJ                       | 62           | 1,30         | 0           | 0           |        |        |
|                          |                          |                          |              |              |             |             |        |        |
| Votes valides            | Votes valides            | Votes valides            | 4 734        | 96,69        | 4 580       | 95,74       |        |        |
| Votes blancs             | Votes blancs             | Votes blancs             | 44           | 0,90         | 86          | 1,80        |        |        |
| Votes nuls               | Votes nuls               | Votes nuls               | 118          | 2,41         | 118         | 2,47        |        |        |
| Total                    | Total                    | Total                    | 4 896        | 100          | 4 784       | 100         | 33     | 17     |
| Abstention               | Abstention               | Abstention               | 8 075        | 62,25        | 8 207       | 63,17       |        |        |
| Inscrits / participation | Inscrits / participation | Inscrits / participation | 12 971       | 37,75        | 12 991      | 36,83       |        |        |

### Beaucaire
- Maire sortant : Julien Sanchez (RN)
- 33 sièges à pourvoir au conseil municipal (population légale 2017 : 15 963 habitants)
- 17 sièges à pourvoir au conseil communautaire (CC Beaucaire Terre d'Argence)

|                          | Julien Sanchez,           | RN                       | 3 226  | 59,50 | 27 | 15 |  |  |
|                          | Pascale Noailles-Duplissy | DIV                      | 1 358  | 25,05 | 4  | 2  |  |  |
|                          | Lionel Depetri            | DVC-LREM                 | 467    | 8,61  | 1  | 0  |  |  |
|                          | Charles Ménard            | LFI                      | 370    | 6,82  | 1  | 0  |  |  |
|                          |                           |                          |        |       |    |    |  |  |
| Votes valides            | Votes valides             | Votes valides            | 5 421  | 96,44 |    |    |  |  |
| Votes blancs             | Votes blancs              | Votes blancs             | 73     | 1,30  |    |    |  |  |
| Votes nuls               | Votes nuls                | Votes nuls               | 127    | 2,26  |    |    |  |  |
| Total                    | Total                     | Total                    | 5 621  | 100   | 33 | 17 |  |  |
| Abstention               | Abstention                | Abstention               | 5 240  | 48,25 |    |    |  |  |
| Inscrits / participation | Inscrits / participation  | Inscrits / participation | 10 861 | 51,75 |    |    |  |  |

### Beauvoisin
- Maire sortant : Guy Schramm (DVD)
- 27 sièges à pourvoir au conseil municipal (population légale 2017 : 4 780 habitants)
- 6 sièges à pourvoir au conseil communautaire (CC de Petite Camargue)

| Tête de liste            | Tête de liste            | Liste                    | Premier tour | Premier tour | Second tour | Second tour | Sièges | Sièges |
| Tête de liste            | Tête de liste            | Liste                    | Voix         | %            | Voix        | %           | CM     | CC     |
| ------------------------ | ------------------------ | ------------------------ | ------------ | ------------ | ----------- | ----------- | ------ | ------ |
|                          | Mylène Cayzac            | DVG                      | 666          | 39,26        | 847         | 49,33       | 21     | 5      |
|                          | Christophe Tichet        | DVD                      | 408          | 24,05        | 393         | 22,88       | 3      | 1      |
|                          | Guy Schramm,             | DVD                      | 321          | 18,92        | 267         | 15,55       | 2      | 0      |
|                          | Thierry Cortes           | RN                       | 301          | 17,74        | 210         | 12,23       | 1      | 0      |
|                          |                          |                          |              |              |             |             |        |        |
| Votes valides            | Votes valides            | Votes valides            | 1 696        | 96,64        | 1 717       | 97,61       |        |        |
| Votes blancs             | Votes blancs             | Votes blancs             | 24           | 1,37         | 26          | 1,48        |        |        |
| Votes nuls               | Votes nuls               | Votes nuls               | 35           | 1,99         | 16          | 0,91        |        |        |
| Total                    | Total                    | Total                    | 1 755        | 100          | 1 759       | 100         | 27     | 6      |
| Abstention               | Abstention               | Abstention               | 1 701        | 49,22        | 1 698       | 49,12       |        |        |
| Inscrits / participation | Inscrits / participation | Inscrits / participation | 3 456        | 50,78        | 3 457       | 50,88       |        |        |

### Bellegarde
- Maire sortant : Juan Martinez  (PS)
- 29 sièges à pourvoir au conseil municipal (population légale 2017 : 7 129 habitants)
- 9 sièges à pourvoir au conseil communautaire (CC Beaucaire Terre d'Argence)

| Conseil municipal de Bellegarde à la suite des élections de 2020 |                          |                          |              |              |        |        |  |  |
| Tête de liste                                                    | Tête de liste            | Liste                    | Premier tour | Premier tour | Sièges | Sièges |  |  |
| Tête de liste                                                    | Tête de liste            | Liste                    | Voix         | %            | CM     | CC     |  |  |
|                                                                  | Juan Martinez,           | DVG                      | 1 649        | 57,94        | 24     | 8      |  |  |
|                                                                  | Catherine Navatel        | SE                       | 862          | 30,28        | 4      | 1      |  |  |
|                                                                  | Daniela de Vido          | RN                       | 335          | 11,77        | 1      | 0      |  |  |
|                                                                  |                          |                          |              |              |        |        |  |  |
| Votes valides                                                    | Votes valides            | Votes valides            | 2 846        | 98,27        |        |        |  |  |
| Votes blancs                                                     | Votes blancs             | Votes blancs             | 19           | 0,66         |        |        |  |  |
| Votes nuls                                                       | Votes nuls               | Votes nuls               | 31           | 1,07         |        |        |  |  |
| Total                                                            | Total                    | Total                    | 2 896        | 100          | 29     | 9      |  |  |
| Abstention                                                       | Abstention               | Abstention               | 2 432        | 45,65        |        |        |  |  |
| Inscrits / participation                                         | Inscrits / participation | Inscrits / participation | 5 328        | 54,35        |        |        |  |  |

### Bernis
- Maire sortant : Théos Granchi (SE)
- 23 sièges à pourvoir au conseil municipal (population légale 2017 : 3 420 habitants)
- 1 siège à pourvoir au conseil communautaire (CA Nîmes Métropole)

| Tête de liste            | Tête de liste            | Liste                    | Premier tour | Premier tour | Sièges | Sièges |
| Tête de liste            | Tête de liste            | Liste                    | Voix         | %            | CM     | CC     |
| ------------------------ | ------------------------ | ------------------------ | ------------ | ------------ | ------ | ------ |
|                          | Théos Granchi,           | SE                       | 608          | 100          | 23     | 1      |
|                          |                          |                          |              |              |        |        |
| Votes valides            | Votes valides            | Votes valides            | 608          | 87,73        |        |        |
| Votes blancs             | Votes blancs             | Votes blancs             | 21           | 3,03         |        |        |
| Votes nuls               | Votes nuls               | Votes nuls               | 64           | 9,24         |        |        |
| Total                    | Total                    | Total                    | 693          | 100          | 23     | 1      |
| Abstention               | Abstention               | Abstention               | 1 546        | 69,05        |        |        |
| Inscrits / participation | Inscrits / participation | Inscrits / participation | 2 239        | 30,95        |        |        |

### Bouillargues
- Maire sortant : Maurice Gaillard (DVD)
- 29 sièges à pourvoir au conseil municipal (population légale 2017 : 6 328 habitants)
- 3 sièges à pourvoir au conseil communautaire (CA Nîmes Métropole)

| Tête de liste            | Tête de liste            | Liste                    | Premier tour | Premier tour | Sièges | Sièges |
| Tête de liste            | Tête de liste            | Liste                    | Voix         | %            | CM     | CC     |
| ------------------------ | ------------------------ | ------------------------ | ------------ | ------------ | ------ | ------ |
|                          | Maurice Gaillard,        | DVC                      | 1 200        | 100          | 29     | 3      |
|                          |                          |                          |              |              |        |        |
| Votes valides            | Votes valides            | Votes valides            | 1 200        | 88,17        |        |        |
| Votes blancs             | Votes blancs             | Votes blancs             | 101          | 7,42         |        |        |
| Votes nuls               | Votes nuls               | Votes nuls               | 60           | 4,41         |        |        |
| Total                    | Total                    | Total                    | 1 361        | 100          | 29     | 3      |
| Abstentions              | Abstentions              | Abstentions              | 3 674        | 72,97        |        |        |
| Inscrits / participation | Inscrits / participation | Inscrits / participation | 5 035        | 27,03        |        |        |

### Caissargues
- Maire sortant : Christian Schoepfer (DVD)
- 27 sièges à pourvoir au conseil municipal (population légale 2017 : 4 027 habitants)
- 1 siège à pourvoir au conseil communautaire (CA Nîmes Métropole)

| Tête de liste            | Tête de liste            | Liste                    | Premier tour | Premier tour | Sièges | Sièges |
| Tête de liste            | Tête de liste            | Liste                    | Voix         | %            | CM     | CC     |
| ------------------------ | ------------------------ | ------------------------ | ------------ | ------------ | ------ | ------ |
|                          | Olivier Fabregoul        |                          | 919          | 65,40        | 23     | 1      |
|                          | Yves-Richard Collins     |                          | 486          | 34,59        | 4      | 0      |
|                          |                          |                          |              |              |        |        |
| Votes valides            | Votes valides            | Votes valides            | 1 405        | 95,77        |        |        |
| Votes blancs             | Votes blancs             | Votes blancs             | 30           | 2,04         |        |        |
| Votes nuls               | Votes nuls               | Votes nuls               | 32           | 2,18         |        |        |
| Total                    | Total                    | Total                    | 1 467        | 100          | 27     | 1      |
| Abstention               | Abstention               | Abstention               | 1 834        | 55,56        |        |        |
| Inscrits / participation | Inscrits / participation | Inscrits / participation | 3 301        | 44,44        |        |        |

### Calvisson
- Maire sortant : André Sauzède (SE)
- 29 sièges à pourvoir au conseil municipal (population légale 2017 : 5 745 habitants)
- 9 sièges à pourvoir au conseil communautaire (CC du Pays de Sommières)

| Tête de liste            | Tête de liste            | Liste                    | Premier tour | Premier tour | Sièges | Sièges |
| Tête de liste            | Tête de liste            | Liste                    | Voix         | %            | CM     | CC     |
| ------------------------ | ------------------------ | ------------------------ | ------------ | ------------ | ------ | ------ |
|                          | André Sauzède,           | DVC                      | 1 555        | 82,14        | 27     | 9      |
|                          | Jean-François Esteban    | SE                       | 338          | 17,85        | 2      | 0      |
|                          |                          |                          |              |              |        |        |
| Votes valides            | Votes valides            | Votes valides            | 1 893        | 96,98        |        |        |
| Votes blancs             | Votes blancs             | Votes blancs             | 35           | 1,79         |        |        |
| Votes nuls               | Votes nuls               | Votes nuls               | 24           | 1,23         |        |        |
| Total                    | Total                    | Total                    | 1 952        | 100          | 29     | 9      |
| Abstention               | Abstention               | Abstention               | 2 467        | 55,83        |        |        |
| Inscrits / participation | Inscrits / participation | Inscrits / participation | 4 419        | 44,17        |        |        |

### Caveirac
- Maire sortant : Gérard Trauchessec (SE)
- 27 sièges à pourvoir au conseil municipal (population légale 2017 : 4 181 habitants)
- 1 siège à pourvoir au conseil communautaire (CA Nîmes Métropole)

| Tête de liste            | Tête de liste            | Liste                    | Premier tour | Premier tour | Second tour | Second tour | Sièges | Sièges |
| Tête de liste            | Tête de liste            | Liste                    | Voix         | %            | Voix        | %           | CM     | CC     |
| ------------------------ | ------------------------ | ------------------------ | ------------ | ------------ | ----------- | ----------- | ------ | ------ |
|                          | Jean-Luc Chailan         |                          | 640          | 42,41        | 769         | 43,69       | 20     | 1      |
|                          | Élisabeth Crès           |                          | 571          | 37,83        | 768         | 43,63       | 6      | 0      |
|                          | Catherine Rocco          | DVD                      | 298          | 19,74        | 223         | 12,67       | 1      | 0      |
|                          |                          |                          |              |              |             |             |        |        |
| Votes valides            | Votes valides            | Votes valides            | 1 509        | 96,55        | 1 760       | 97,40       |        |        |
| Votes blancs             | Votes blancs             | Votes blancs             | 33           | 2,11         | 23          | 1,27        |        |        |
| Votes nuls               | Votes nuls               | Votes nuls               | 21           | 1,34         | 24          | 1,33        |        |        |
| Total                    | Total                    | Total                    | 1 563        | 100          | 1 807       | 100         | 27     | 1      |
| Abstentions              | Abstentions              | Abstentions              | 1 872        | 54,50        | 1 634       | 47,49       |        |        |
| Inscrits / participation | Inscrits / participation | Inscrits / participation | 3 435        | 45,50        | 3 441       | 52,51       |        |        |

### Clarensac
- Maire sortant : Marjorie Enjelvin (DVG)
- 27 sièges à pourvoir au conseil municipal (population légale 2017 : 4 263 habitants)
- 2 sièges à pourvoir au conseil communautaire (CA Nîmes Métropole)

| Tête de liste            | Tête de liste            | Liste                    | Premier tour | Premier tour | Sièges | Sièges |
| Tête de liste            | Tête de liste            | Liste                    | Voix         | %            | CM     | CC     |
| ------------------------ | ------------------------ | ------------------------ | ------------ | ------------ | ------ | ------ |
|                          | Patrick Gervais          |                          | 881          | 52,44        | 21     | 2      |
|                          | Marjorie Enjelvin,       | DVG                      | 799          | 47,55        | 6      | 0      |
|                          |                          |                          |              |              |        |        |
| Votes valides            | Votes valides            | Votes valides            | 1 680        | 96,61        |        |        |
| Votes blancs             | Votes blancs             | Votes blancs             | 35           | 2,01         |        |        |
| Votes nuls               | Votes nuls               | Votes nuls               | 24           | 1,38         |        |        |
| Total                    | Total                    | Total                    | 1 739        | 100          | 27     | 2      |
| Abstention               | Abstention               | Abstention               | 1 622        | 48,26        |        |        |
| Inscrits / participation | Inscrits / participation | Inscrits / participation | 3 361        | 51,74        |        |        |

### Gallargues-le-Montueux
- Maire sortant : Freddy Cerda (UDI)
- 27 sièges à pourvoir au conseil municipal (population légale 2017 : 3 708 habitants)
- 5 sièges à pourvoir au conseil communautaire (CC Rhôny Vistre Vidourle)

| Tête de liste            | Tête de liste            | Liste                    | Premier tour | Premier tour | Sièges | Sièges |
| Tête de liste            | Tête de liste            | Liste                    | Voix         | %            | CM     | CC     |
| ------------------------ | ------------------------ | ------------------------ | ------------ | ------------ | ------ | ------ |
|                          | Freddy Cerda,            | DVC                      | 882          | 60,78        | 22     | 4      |
|                          | Adrien Ruy               | DVD                      | 569          | 39,21        | 5      | 1      |
|                          |                          |                          |              |              |        |        |
| Votes valides            | Votes valides            | Votes valides            | 1 451        | 96,93        |        |        |
| Votes blancs             | Votes blancs             | Votes blancs             | 21           | 1,40         |        |        |
| Votes nuls               | Votes nuls               | Votes nuls               | 25           | 1,67         |        |        |
| Total                    | Total                    | Total                    | 1 497        | 100          | 27     | 5      |
| Abstentions              | Abstentions              | Abstentions              | 1 241        | 45,33        |        |        |
| Inscrits / participation | Inscrits / participation | Inscrits / participation | 2 738        | 54,67        |        |        |

### Garons
- Maire sortant : Alain Dalmas (DVD)
- 27 sièges à pourvoir au conseil municipal (population légale 2017 : 4 895 habitants)
- 2 sièges à pourvoir au conseil communautaire (CC Terre de Camargue)

| Tête de liste            | Tête de liste            | Liste                    | Premier tour | Premier tour | Sièges | Sièges |
| Tête de liste            | Tête de liste            | Liste                    | Voix         | %            | CM     | CC     |
| ------------------------ | ------------------------ | ------------------------ | ------------ | ------------ | ------ | ------ |
|                          | Alain Dalmas,            | DVC                      | 818          | 100          | 27     | 2      |
|                          |                          |                          |              |              |        |        |
| Votes valides            | Votes valides            | Votes valides            | 818          | 86,93        |        |        |
| Votes blancs             | Votes blancs             | Votes blancs             | 58           | 6,16         |        |        |
| Votes nuls               | Votes nuls               | Votes nuls               | 65           | 6,91         |        |        |
| Total                    | Total                    | Total                    | 941          | 100          | 27     | 2      |
| Abstentions              | Abstentions              | Abstentions              | 2 757        | 74,55        |        |        |
| Inscrits / participation | Inscrits / participation | Inscrits / participation | 3 698        | 25,45        |        |        |

### Générac
- Maire sortant : Frédéric Touzellier (LR)
- 27 sièges à pourvoir au conseil municipal (population légale 2017 : 4 118 habitants)
- 1 siège à pourvoir au conseil communautaire (CA Nîmes Métropole)

| Tête de liste            | Tête de liste            | Liste                    | Premier tour | Premier tour | Sièges | Sièges |
| Tête de liste            | Tête de liste            | Liste                    | Voix         | %            | CM     | CC     |
| ------------------------ | ------------------------ | ------------------------ | ------------ | ------------ | ------ | ------ |
|                          | Frédéric Touzellier,     | DVD                      | 904          | 100          | 27     | 1      |
|                          |                          |                          |              |              |        |        |
| Votes valides            | Votes valides            | Votes valides            | 904          | 84,01        |        |        |
| Votes blancs             | Votes blancs             | Votes blancs             | 87           | 8,09         |        |        |
| Votes nuls               | Votes nuls               | Votes nuls               | 85           | 7,90         |        |        |
| Total                    | Total                    | Total                    | 1 076        | 100          | 27     | 1      |
| Abstention               | Abstention               | Abstention               | 1 955        | 64,50        |        |        |
| Inscrits / participation | Inscrits / participation | Inscrits / participation | 3 031        | 35,50        |        |        |

### Jonquières-Saint-Vincent
- Maire sortant : Jean-Marie Fournier (LR)
- 27 sièges à pourvoir au conseil municipal (population légale 2017 : 3 779 habitants)
- 4 sièges à pourvoir au conseil communautaire (CC Beaucaire Terre d'Argence)

|                          | Jean-Marie Fournier,     | LR                       | 770   | 100,00 | 27 | 4 |  |  |
|                          |                          |                          |       |        |    |   |  |  |
| Votes valides            | Votes valides            | Votes valides            | 770   | 84,25  |    |   |  |  |
| Votes blancs             | Votes blancs             | Votes blancs             | 51    | 5,58   |    |   |  |  |
| Votes nuls               | Votes nuls               | Votes nuls               | 93    | 10,18  |    |   |  |  |
| Total                    | Total                    | Total                    | 914   | 100    | 27 | 4 |  |  |
| Abstention               | Abstention               | Abstention               | 1 569 | 63,19  |    |   |  |  |
| Inscrits / participation | Inscrits / participation | Inscrits / participation | 2 483 | 36,81  |    |   |  |  |

### La Grand-Combe
- Maire sortant : Patrick Malavieille (PCF)
- 29 sièges à pourvoir au conseil municipal (population légale 2017 : 5 041 habitants)
- 3 sièges à pourvoir au conseil communautaire (CA Alès Agglomération)

| Tête de liste            | Tête de liste            | Liste                    | Premier tour | Premier tour | Sièges | Sièges |
| Tête de liste            | Tête de liste            | Liste                    | Voix         | %            | CM     | CC     |
| ------------------------ | ------------------------ | ------------------------ | ------------ | ------------ | ------ | ------ |
|                          | Patrick Malavieille      | PCF                      | 950          | 69,75        | 25     | 3      |
|                          | Ludovic Bouix            | DIV                      | 309          | 22,68        | 3      | 0      |
|                          | Didier Mérand            | ECO                      | 103          | 7,56         | 1      | 0      |
|                          |                          |                          |              |              |        |        |
| Votes valides            | Votes valides            | Votes valides            | 1 362        | 96,05        |        |        |
| Votes blancs             | Votes blancs             | Votes blancs             | 31           | 2,19         |        |        |
| Votes nuls               | Votes nuls               | Votes nuls               | 25           | 1,76         |        |        |
| Total                    | Total                    | Total                    | 1 418        | 100          | 29     | 3      |
| Abstention               | Abstention               | Abstention               | 1 725        | 54,88        |        |        |
| Inscrits / participation | Inscrits / participation | Inscrits / participation | 3 143        | 45,12        |        |        |

### Laudun-l'Ardoise
- Maire sortant : Yves Cazorla (SE)
- 29 sièges à pourvoir au conseil municipal (population légale 2017 : 6 292 habitants)
- 6 sièges à pourvoir au conseil communautaire (CA du Gard rhodanien)

| Tête de liste            | Tête de liste            | Liste                    | Premier tour | Premier tour | Sièges | Sièges |
| Tête de liste            | Tête de liste            | Liste                    | Voix         | %            | CM     | CC     |
| ------------------------ | ------------------------ | ------------------------ | ------------ | ------------ | ------ | ------ |
|                          | Yves Cazorla,            | SE                       | 1 188        | 58,69        | 23     | 5      |
|                          | Philippe Pécout          | DVG                      | 550          | 27,17        | 4      | 1      |
|                          | Jean-Pierre Laffont      | DVD                      | 286          | 14,13        | 2      | 0      |
|                          |                          |                          |              |              |        |        |
| Votes valides            | Votes valides            | Votes valides            | 2 024        | 94,93        |        |        |
| Votes blancs             | Votes blancs             | Votes blancs             | 55           | 2,58         |        |        |
| Votes nuls               | Votes nuls               | Votes nuls               | 53           | 2,49         |        |        |
| Total                    | Total                    | Total                    | 2 132        | 100          | 29     | 6      |
| Abstention               | Abstention               | Abstention               | 2 016        | 48,60        |        |        |
| Inscrits / participation | Inscrits / participation | Inscrits / participation | 4 148        | 51,40        |        |        |

### Le Grau-du-Roi
- Maire sortant : Robert Crauste (SE)
- 29 sièges à pourvoir au conseil municipal (population légale 2017 : 8 517 habitants)
- 13 sièges à pourvoir au conseil communautaire (CC Terre de Camargue)

| Tête de liste            | Tête de liste            | Liste                    | Premier tour | Premier tour | Second tour | Second tour | Sièges | Sièges |
| Tête de liste            | Tête de liste            | Liste                    | Voix         | %            | Voix        | %           | CM     | CC     |
| ------------------------ | ------------------------ | ------------------------ | ------------ | ------------ | ----------- | ----------- | ------ | ------ |
|                          | Robert Crauste,          | SE                       | 2 018        | 44,50        | 2 923       | 58,20       | 23     | 11     |
|                          | Charly Crespe            | SE                       | 966          | 21,30        | 2 099       | 41,79       | 6      | 2      |
|                          | Léopold Rosso ,          | DVD                      | 707          | 15,59        | 2 099       | 41,79       | 6      | 2      |
|                          | Sophie Pellegrin-Ponsole | DVD                      | 378          | 8,33         |             |             | 0      | 0      |
|                          | Yvette Flaugère          | RN                       | 322          | 7,10         | 0           | 0           |        |        |
|                          | Daniel Fabre             | DVD-DLF                  | 143          | 3,15         | 0           | 0           |        |        |
|                          |                          |                          |              |              |             |             |        |        |
| Votes valides            | Votes valides            | Votes valides            | 4 534        | 97,78        | 5 022       | 97,04       |        |        |
| Votes blancs             | Votes blancs             | Votes blancs             | 43           | 0,93         | 71          | 1,37        |        |        |
| Votes nuls               | Votes nuls               | Votes nuls               | 60           | 1,29         | 82          | 1,58        |        |        |
| Total                    | Total                    | Total                    | 4 637        | 100          | 5 175       | 100         | 29     | 13     |
| Abstentions              | Abstentions              | Abstentions              | 3 940        | 45,94        | 3 418       | 39,78       |        |        |
| Inscrits / participation | Inscrits / participation | Inscrits / participation | 8 577        | 54,06        | 8 593       | 60,22       |        |        |

### Le Vigan
- Maire sortant : Éric Doulcier (EELV)
- 27 sièges à pourvoir au conseil municipal (population légale 2017 : 3 820 habitants)
- 15 sièges à pourvoir au conseil communautaire (CC du Pays viganais)

| Tête de liste            | Tête de liste            | Liste                    | Premier tour | Premier tour | Sièges | Sièges |
| Tête de liste            | Tête de liste            | Liste                    | Voix         | %            | CM     | CC     |
| ------------------------ | ------------------------ | ------------------------ | ------------ | ------------ | ------ | ------ |
|                          | Sylvie Arnal             | DVG                      | 848          | 52,83        | 21     | 12     |
|                          | Alexandre Cozza          | DVG                      | 757          | 47,16        | 6      | 3      |
|                          |                          |                          |              |              |        |        |
| Votes valides            | Votes valides            | Votes valides            | 1 605        | 96,34        |        |        |
| Votes blancs             | Votes blancs             | Votes blancs             | 23           | 1,38         |        |        |
| Votes nuls               | Votes nuls               | Votes nuls               | 38           | 2,28         |        |        |
| Total                    | Total                    | Total                    | 1 666        | 100          | 27     | 15     |
| Abstentions              | Abstentions              | Abstentions              | 1 388        | 45,45        |        |        |
| Inscrits / participation | Inscrits / participation | Inscrits / participation | 3 054        | 54,55        |        |        |

### Les Angles
- Maire sortant : Jean-Louis Banino (LR)
- 29 sièges à pourvoir au conseil municipal (population légale 2017 : 8 349 habitants)
- 3 sièges à pourvoir au conseil communautaire (CA Grand Avignon)

| Tête de liste            | Tête de liste            | Liste                    | Premier tour | Premier tour | Sièges | Sièges |
| Tête de liste            | Tête de liste            | Liste                    | Voix         | %            | CM     | CC     |
| ------------------------ | ------------------------ | ------------------------ | ------------ | ------------ | ------ | ------ |
|                          | Jean-Louis Banino,       | LR                       | 1 458        | 100,00       | 29     | 3      |
|                          |                          |                          |              |              |        |        |
| Votes valides            | Votes valides            | Votes valides            | 1 458        | 42,33        |        |        |
| Votes blancs             | Votes blancs             | Votes blancs             | 177          | 9,99         |        |        |
| Votes nuls               | Votes nuls               | Votes nuls               | 136          | 7,68         |        |        |
| Total                    | Total                    | Total                    | 1 771        | 100          | 29     | 3      |
| Abstentions              | Abstentions              | Abstentions              | 4 691        | 72,59        |        |        |
| Inscrits / participation | Inscrits / participation | Inscrits / participation | 6 462        | 27,41        |        |        |

### Manduel
- Maire sortant : Jean-Jacques Granat (LR)
- 29 sièges à pourvoir au conseil municipal (population légale 2017 : 6 814 habitants)
- 3 sièges à pourvoir au conseil communautaire (CA Nîmes Métropole)

| Tête de liste            | Tête de liste            | Liste                    | Premier tour | Premier tour | Second tour | Second tour | Sièges | Sièges |
| Tête de liste            | Tête de liste            | Liste                    | Voix         | %            | Voix        | %           | CM     | CC     |
| ------------------------ | ------------------------ | ------------------------ | ------------ | ------------ | ----------- | ----------- | ------ | ------ |
|                          | Jean-Jacques Granat,     | DVD                      | 948          | 42,32        | 1378        | 53,97       | 23     | 2      |
|                          | David-Alexandre Roux     | DVC                      | 678          | 30,26        | 1175        | 46,02       | 6      | 1      |
|                          | David Guiot              | SE                       | 614          | 27,41        | 1175        | 46,02       | 6      | 1      |
|                          |                          |                          |              |              |             |             |        |        |
| Votes valides            | Votes valides            | Votes valides            | 2 240        | 97,51        | 2 553       | 96,38       |        |        |
| Votes blancs             | Votes blancs             | Votes blancs             | 31           | 1,34         | 50          | 1,89        |        |        |
| Votes nuls               | Votes nuls               | Votes nuls               | 38           | 1,65         | 46          | 1,74        |        |        |
| Total                    | Total                    | Total                    | 2 309        | 100          | 2 649       | 100         | 29     | 3      |
| Abstentions              | Abstentions              | Abstentions              | 3 049        | 56,91        | 2 709       | 50,56       |        |        |
| Inscrits / participation | Inscrits / participation | Inscrits / participation | 5 358        | 43,09        | 5 358       | 49,44       |        |        |

### Marguerittes
- Maire sortant : William Portal (UDI)
- 29 sièges à pourvoir au conseil municipal (population légale 2017 : 8 586 habitants)
- 13 sièges à pourvoir au conseil communautaire (CA Nîmes Métropole)

| Tête de liste            | Tête de liste            | Liste                    | Premier tour | Premier tour | Second tour | Second tour | Sièges | Sièges |
| Tête de liste            | Tête de liste            | Liste                    | Voix         | %            | Voix        | %           | CM     | CC     |
| ------------------------ | ------------------------ | ------------------------ | ------------ | ------------ | ----------- | ----------- | ------ | ------ |
|                          | Rémy Nicolas             | DVG                      | 1 217        | 41,47        | 1 718       | 53,87       | 23     | 4      |
|                          | Denis Bruyère            | DVC                      | 532          | 18,13        | 761         | 23,86       | 3      | 0      |
|                          | Stéphane Guillemin       | DVD                      | 540          | 18,40        | 761         | 23,86       | 3      | 0      |
|                          | William Portal           | DVC                      | 645          | 21,98        | 710         | 22,26       | 3      | 0      |
|                          |                          |                          |              |              |             |             |        |        |
| Votes valides            | Votes valides            | Votes valides            | 2 934        | 96,70        | 3 189       | 98,30       |        |        |
| Votes blancs             | Votes blancs             | Votes blancs             | 35           | 1,15         | 30          | 0,92        |        |        |
| Votes nuls               | Votes nuls               | Votes nuls               | 65           | 2,14         | 25          | 0,77        |        |        |
| Total                    | Total                    | Total                    | 3 034        | 100          | 3 244       | 100         | 29     | 4      |
| Abstentions              | Abstentions              | Abstentions              | 4 071        | 47,30        | 3 867       | 54,38       |        |        |
| Inscrits / participation | Inscrits / participation | Inscrits / participation | 7 105        | 42,70        | 7 111       | 45,62       |        |        |

### Milhaud
- Maire sortant : Jean-Luc Descloux (DVD)
- 29 sièges à pourvoir au conseil municipal (population légale 2017 : 5 636 habitants)
- 2 sièges à pourvoir au conseil communautaire (CA Nîmes Métropole)

| Tête de liste            | Tête de liste            | Liste                    | Premier tour | Premier tour | Second tour | Second tour | Sièges | Sièges |
| Tête de liste            | Tête de liste            | Liste                    | Voix         | %            | Voix        | %           | CM     | CC     |
| ------------------------ | ------------------------ | ------------------------ | ------------ | ------------ | ----------- | ----------- | ------ | ------ |
|                          | Jean-Luc Descloux,       | DVC                      | 971          | 49,79        | 1 127       | 58,91       | 24     | 2      |
|                          | Jean-Michel Avellaneda   | DVD                      | 401          | 20,56        | 468         | 24,46       | 3      | 0      |
|                          | Éric Pellerin            | SE                       | 296          | 15,17        | 318         | 16,62       | 2      | 0      |
|                          | Philip Bourrelly         | DVD                      | 282          | 14,46        | Retrait     | Retrait     | 0      | 0      |
|                          |                          |                          |              |              |             |             |        |        |
| Votes valides            | Votes valides            | Votes valides            | 1 950        | 96,63        | 1 913       | 96,28       |        |        |
| Votes blancs             | Votes blancs             | Votes blancs             | 35           | 1,73         | 35          | 1,76        |        |        |
| Votes nuls               | Votes nuls               | Votes nuls               | 33           | 1,64         | 39          | 1,96        |        |        |
| Total                    | Total                    | Total                    | 2 018        | 100          | 1 987       | 100         | 29     | 2      |
| Abstention               | Abstention               | Abstention               | 2 388        | 54,20        | 2 430       | 55,01       |        |        |
| Inscrits / participation | Inscrits / participation | Inscrits / participation | 4 406        | 45,80        | 4 417       | 44,99       |        |        |

### Montfrin
- Maire sortant : Claude Martinet (DVD)
- 23 sièges à pourvoir au conseil municipal (population légale 2017 : 3 189 habitants)
- 5 sièges à pourvoir au conseil communautaire (CC du Pont du Gard)

| Tête de liste            | Tête de liste            | Liste                    | Premier tour | Premier tour | Sièges | Sièges |
| Tête de liste            | Tête de liste            | Liste                    | Voix         | %            | CM     | CC     |
| ------------------------ | ------------------------ | ------------------------ | ------------ | ------------ | ------ | ------ |
|                          | Éric Trémoulet           |                          | 696          | 52,96        | 18     | 4      |
|                          | Claude Martinet,         | DVD                      | 618          | 47,03        | 5      | 1      |
|                          |                          |                          |              |              |        |        |
| Votes valides            | Votes valides            | Votes valides            | 1 314        | 97,05        |        |        |
| Votes blancs             | Votes blancs             | Votes blancs             | 21           | 1,55         |        |        |
| Votes nuls               | Votes nuls               | Votes nuls               | 19           | 1,40         |        |        |
| Total                    | Total                    | Total                    | 1 354        | 100          | 23     | 5      |
| Abstention               | Abstention               | Abstention               | 982          | 42,04        |        |        |
| Inscrits / participation | Inscrits / participation | Inscrits / participation | 2 336        | 57,96        |        |        |

### Nîmes
- Maire sortant : Jean-Paul Fournier (LR)
- 59 sièges à pourvoir au conseil municipal (population légale 2017 : 150 610 habitants)
- 52 sièges à pourvoir au conseil communautaire (CA Nîmes Métropole)

| Tête de liste                                                     | Tête de liste            | Liste                                        | Premier tour | Premier tour | Second tour | Second tour | Sièges | Sièges |
| Tête de liste                                                     | Tête de liste            | Liste                                        | Voix         | %            | Voix        | %           | CM     | NM     |
| ----------------------------------------------------------------- | ------------------------ | -------------------------------------------- | ------------ | ------------ | ----------- | ----------- | ------ | ------ |
|                                                                   | Jean-Paul Fournier       | LR                                           | 9 626        | 34,35        | 11 703      | 41,96       | 42     | 37     |
| Choisissons Nîmes                                                 |                          |                                              | 9 626        | 34,35        | 11 703      | 41,96       | 42     | 37     |
|                                                                   | Vincent Bouget           | PCF - G.s - E! - LFI diss. - PS - EELV - PRG | 4 395        | 15,68        | 7 384       | 26,47       | 8      | 7      |
| Nîmes citoyenne à gauche                                          |                          |                                              | 4 395        | 15,68        | 7 384       | 26,47       | 8      | 7      |
|                                                                   | Yvan Lachaud             | LREM - MoDem - UDI                           | 4 410        | 15,73        | 5 195       | 18,62       | 5      | 5      |
| Nîmes en mieux !                                                  |                          |                                              | 4 410        | 15,73        | 5 195       | 18,62       | 5      | 5      |
|                                                                   | Daniel Richard           | EELV - PS - LFI - PRG puis SE                | 3 417        | 12,19        | 5 195       | 18,62       | 5      | 5      |
| Nîmes, une ville nommée désir Daniel Richard L'écologie pour tous |                          |                                              | 3 417        | 12,19        | 5 195       | 18,62       | 5      | 5      |
|                                                                   | Yoann Gillet             | RN - LDP                                     | 4 019        | 14,34        | 3 605       | 12,92       | 4      | 3      |
| Le courage d'agir !                                               |                          |                                              | 4 019        | 14,34        | 3 605       | 12,92       | 4      | 3      |
|                                                                   | David Tebib              | LREM diss. - PS diss.                        | 1 511        | 5,39         |             |             | 0      | 0      |
| Nîmes ensemble                                                    |                          |                                              | 1 511        | 5,39         |             |             | 0      | 0      |
|                                                                   | Stéphane Gilli           | PA                                           | 644          | 2,29         | 0           | 0           |        |        |
| À Nîmes ma liste c'est le Parti animaliste                        |                          |                                              | 644          | 2,29         | 0           | 0           |        |        |
|                                                                   |                          |                                              |              |              |             |             |        |        |
| Votes valides                                                     | Votes valides            | Votes valides                                | 28 019       | 97,93        | 27 887      | 97,59       |        |        |
| Votes blancs                                                      | Votes blancs             | Votes blancs                                 | 267          | 0,93         | 377         | 1,32        |        |        |
| Votes nuls                                                        | Votes nuls               | Votes nuls                                   | 324          | 1,13         | 312         | 1,09        |        |        |
| Total                                                             | Total                    | Total                                        | 28 610       | 100          | 28 576      | 100         | 59     | 52     |
| Abstention                                                        | Abstention               | Abstention                                   | 59 642       | 67,58        | 59 803      | 67,67       |        |        |
| Inscrits / participation                                          | Inscrits / participation | Inscrits / participation                     | 88 252       | 32,42        | 88 379      | 32,33       |        |        |

### Pont-Saint-Esprit
- Maire sortant : Claire Lapeyronie (DVG)
- 33 sièges à pourvoir au conseil municipal (population légale 2017 : 10 336 habitants)
- 10 sièges à pourvoir au conseil communautaire (CA du Gard rhodanien)

| Tête de liste            | Tête de liste            | Liste                    | Premier tour | Premier tour | Second tour | Second tour | Sièges | Sièges |
| Tête de liste            | Tête de liste            | Liste                    | Voix         | %            | Voix        | %           | CM     | CC     |
| ------------------------ | ------------------------ | ------------------------ | ------------ | ------------ | ----------- | ----------- | ------ | ------ |
|                          | Claire Lapeyronie,       | DVG-Sout.LREM            | 1 293        | 43,33        | 1 659       | 53,30       | 26     | 8      |
|                          | Catherine Chantry        | DVG                      | 910          | 30,49        | 1 453       | 46,69       | 7      | 2      |
|                          | Didier Bonneaud          | SE                       | 781          | 26,17        | 1 453       | 46,69       | 7      | 2      |
|                          |                          |                          |              |              |             |             |        |        |
| Votes valides            | Votes valides            | Votes valides            | 2 984        | 95,92        | 3 112       | 94,99       |        |        |
| Votes blancs             | Votes blancs             | Votes blancs             | 63           | 2,03         | 66          | 2,01        |        |        |
| Votes nuls               | Votes nuls               | Votes nuls               | 64           | 2,06         | 98          | 2,99        |        |        |
| Total                    | Total                    | Total                    | 3 111        | 100          | 3 276       | 100         | 33     | 10     |
| Abstentions              | Abstentions              | Abstentions              | 3 913        | 55,71        | 3 761       | 53,45       |        |        |
| Inscrits / participation | Inscrits / participation | Inscrits / participation | 7 024        | 44,29        | 7 037       | 46,55       |        |        |

### Poulx
- Maire sortant : Patrice Quittard (DVG)
- 27 sièges à pourvoir au conseil municipal (population légale 2017 : 4 136 habitants)
- 1 siège à pourvoir au conseil communautaire (CA Nîmes Métropole)

| Tête de liste            | Tête de liste            | Liste                    | Premier tour | Premier tour | Sièges | Sièges |
| Tête de liste            | Tête de liste            | Liste                    | Voix         | %            | CM     | CC     |
| ------------------------ | ------------------------ | ------------------------ | ------------ | ------------ | ------ | ------ |
|                          | Patrice Quittard,        | DVG                      | 850          | 51,54        | 21     | 1      |
|                          | Jean-Antoine Bunoz       |                          | 799          | 48,45        | 6      | 0      |
|                          |                          |                          |              |              |        |        |
| Votes valides            | Votes valides            | Votes valides            | 1 649        | 96,10        |        |        |
| Votes blancs             | Votes blancs             | Votes blancs             | 31           | 1,81         |        |        |
| Votes nuls               | Votes nuls               | Votes nuls               | 36           | 2,10         |        |        |
| Total                    | Total                    | Total                    | 1 716        | 100          | 27     | 1      |
| Abstentions              | Abstentions              | Abstentions              | 1 777        | 50,87        |        |        |
| Inscrits / participation | Inscrits / participation | Inscrits / participation | 3 493        | 49,13        |        |        |

### Pujaut
- Maire sortant : Guy David (SE)
- 27 sièges à pourvoir au conseil municipal (population légale 2017 : 4 039 habitants)
- 2 sièges à pourvoir au conseil communautaire (CA Grand Avignon)

| Tête de liste            | Tête de liste            | Liste                    | Premier tour | Premier tour | Sièges | Sièges |
| Tête de liste            | Tête de liste            | Liste                    | Voix         | %            | CM     | CC     |
| ------------------------ | ------------------------ | ------------------------ | ------------ | ------------ | ------ | ------ |
|                          | Sandrine Soulier         | SE                       | 871          | 100,00       | 27     | 2      |
|                          |                          |                          |              |              |        |        |
| Votes valides            | Votes valides            | Votes valides            | 871          | 85,39        |        |        |
| Votes blancs             | Votes blancs             | Votes blancs             | 51           | 5,00         |        |        |
| Votes nuls               | Votes nuls               | Votes nuls               | 98           | 9,61         |        |        |
| Total                    | Total                    | Total                    | 1 020        | 100          | 27     | 2      |
| Abstention               | Abstention               | Abstention               | 2 318        | 69,44        |        |        |
| Inscrits / participation | Inscrits / participation | Inscrits / participation | 3 338        | 30,56        |        |        |

### Quissac
- Maire sortant : Serge Cathala (DVD)
- 23 sièges à pourvoir au conseil municipal (population légale 2017 : 3 216 habitants)
- 8 sièges à pourvoir au conseil communautaire (CC du Piémont Cévenol)

| Tête de liste            | Tête de liste            | Liste                    | Premier tour | Premier tour | Sièges | Sièges |
| Tête de liste            | Tête de liste            | Liste                    | Voix         | %            | CM     | CC     |
| ------------------------ | ------------------------ | ------------------------ | ------------ | ------------ | ------ | ------ |
|                          | Serge Cathala            | SE                       | 688          | 100,00       | 23     | 8      |
|                          |                          |                          |              |              |        |        |
| Votes valides            | Votes valides            | Votes valides            | 688          | 85,47        |        |        |
| Votes blancs             | Votes blancs             | Votes blancs             | 36           | 4,47         |        |        |
| Votes nuls               | Votes nuls               | Votes nuls               | 81           | 10,06        |        |        |
| Total                    | Total                    | Total                    | 805          | 100          | 23     | 8      |
| Abstentions              | Abstentions              | Abstentions              | 1 573        | 66,15        |        |        |
| Inscrits / participation | Inscrits / participation | Inscrits / participation | 2 378        | 33,85        |        |        |

### Redessan
- Maire sortant : Fabienne Richard (SE)
- 27 sièges à pourvoir au conseil municipal (population légale 2017 : 4 115 habitants)
- 1 siège à pourvoir au conseil communautaire (CA Nîmes Métropole)

| Tête de liste            | Tête de liste            | Liste                    | Premier tour | Premier tour | Sièges | Sièges |
| Tête de liste            | Tête de liste            | Liste                    | Voix         | %            | CM     | CC     |
| ------------------------ | ------------------------ | ------------------------ | ------------ | ------------ | ------ | ------ |
|                          | Fabienne Richard,        | SE                       | 830          | 100,00       | 27     | 1      |
|                          |                          |                          |              |              |        |        |
| Votes valides            | Votes valides            | Votes valides            | 830          | 85,57        |        |        |
| Votes blancs             | Votes blancs             | Votes blancs             | 63           | 6,49         |        |        |
| Votes nuls               | Votes nuls               | Votes nuls               | 77           | 7,94         |        |        |
| Total                    | Total                    | Total                    | 970          | 100          | 27     | 1      |
| Abstentions              | Abstentions              | Abstentions              | 1 950        | 66,78        |        |        |
| Inscrits / participation | Inscrits / participation | Inscrits / participation | 2 920        | 33,22        |        |        |

### Rochefort-du-Gard
- Maire sortant : Dominique Ribéri (LR)
- 29 sièges à pourvoir au conseil municipal (population légale 2017 : 7 532 habitants)
- 3 sièges à pourvoir au conseil communautaire (CA Grand Avignon)

| Tête de liste            | Tête de liste            | Liste                    | Premier tour | Premier tour | Sièges | Sièges |
| Tête de liste            | Tête de liste            | Liste                    | Voix         | %            | CM     | CC     |
| ------------------------ | ------------------------ | ------------------------ | ------------ | ------------ | ------ | ------ |
|                          | Rémy Bachevalier         | LREM                     | 1 456        | 58,19        | 24     | 2      |
|                          | Julien Paudoie           | DVD                      | 754          | 30,13        | 4      | 1      |
|                          | Nadine Auray             | DVG                      | 292          | 11,67        | 1      | 0      |
|                          |                          |                          |              |              |        |        |
| Votes valides            | Votes valides            | Votes valides            | 2 502        | 97,66        |        |        |
| Votes blancs             | Votes blancs             | Votes blancs             | 26           | 1,01         |        |        |
| Votes nuls               | Votes nuls               | Votes nuls               | 34           | 1,33         |        |        |
| Total                    | Total                    | Total                    | 2 562        | 100          | 29     | 3      |
| Abstention               | Abstention               | Abstention               | 3 566        | 58,19        |        |        |
| Inscrits / participation | Inscrits / participation | Inscrits / participation | 6 128        | 41,81        |        |        |

### Roquemaure
- Maire sortant : André Heughe (LR)
- 29 sièges à pourvoir au conseil municipal (population légale 2017 : 5 481 habitants)
- 2 sièges à pourvoir au conseil communautaire (CA Grand Avignon)

| Tête de liste            | Tête de liste            | Liste                    | Premier tour | Premier tour | Sièges | Sièges |
| Tête de liste            | Tête de liste            | Liste                    | Voix         | %            | CM     | CC     |
| ------------------------ | ------------------------ | ------------------------ | ------------ | ------------ | ------ | ------ |
|                          | Nathalie Nury            | DVG                      | 941          | 52,10        | 23     | 2      |
|                          | André Heughe,            | DVD                      | 444          | 24,58        | 3      | 0      |
|                          | Stéphane Cardènes        | DVC                      | 421          | 23,31        | 3      | 0      |
|                          |                          |                          |              |              |        |        |
| Votes valides            | Votes valides            | Votes valides            | 1 806        | 96,17        |        |        |
| Votes blancs             | Votes blancs             | Votes blancs             | 36           | 1,92         |        |        |
| Votes nuls               | Votes nuls               | Votes nuls               | 36           | 1,92         |        |        |
| Total                    | Total                    | Total                    | 1 878        | 100          | 29     | 2      |
| Abstentions              | Abstentions              | Abstentions              | 2 038        | 52,04        |        |        |
| Inscrits / participation | Inscrits / participation | Inscrits / participation | 3 916        | 47,96        |        |        |

### Rousson
- Maire sortant : Ghislain Chassary (PCF)
- 27 sièges à pourvoir au conseil municipal (population légale 2017 : 4 106 habitants)
- 2 sièges à pourvoir au conseil communautaire (CA Alès Agglomération)

|                          | Ghislain Chassary,       | DVG                      | 1 007 | 100,00 | 27 | 2 |  |  |
|                          |                          |                          |       |        |    |   |  |  |
| Votes valides            | Votes valides            | Votes valides            | 1 007 | 87,95  |    |   |  |  |
| Votes blancs             | Votes blancs             | Votes blancs             | 62    | 5,41   |    |   |  |  |
| Votes nuls               | Votes nuls               | Votes nuls               | 76    | 6,64   |    |   |  |  |
| Total                    | Total                    | Total                    | 1 145 | 100    | 27 | 2 |  |  |
| Abstention               | Abstention               | Abstention               | 2 250 | 66,27  |    |   |  |  |
| Inscrits / participation | Inscrits / participation | Inscrits / participation | 3 395 | 33,73  |    |   |  |  |

### Saint-Ambroix
- Maire sortant : Jean-Pierre de Faria (DVD)
- 23 sièges à pourvoir au conseil municipal (population légale 2017 : 3 162 habitants)
- 6 sièges à pourvoir au conseil communautaire (CC Cèze-Cévennes)

| Tête de liste            | Tête de liste            | Liste                    | Premier tour | Premier tour | Sièges | Sièges |
| Tête de liste            | Tête de liste            | Liste                    | Voix         | %            | CM     | CC     |
| ------------------------ | ------------------------ | ------------------------ | ------------ | ------------ | ------ | ------ |
|                          | Jean-Pierre de Faria,    | DVD                      | 633          | 52,05        | 18     | 5      |
|                          | Daniel Pialet            | DVG                      | 415          | 34,12        | 4      | 1      |
|                          | David Macq               |                          | 168          | 13,81        | 1      | 0      |
|                          |                          |                          |              |              |        |        |
| Votes valides            | Votes valides            | Votes valides            | 1 216        | 96,74        |        |        |
| Votes blancs             | Votes blancs             | Votes blancs             | 17           | 1,35         |        |        |
| Votes nuls               | Votes nuls               | Votes nuls               | 24           | 1,91         |        |        |
| Total                    | Total                    | Total                    | 1 257        | 100          | 23     | 6      |
| Abstentions              | Abstentions              | Abstentions              | 1 262        | 50,10        |        |        |
| Inscrits / participation | Inscrits / participation | Inscrits / participation | 2 519        | 49,90        |        |        |

### Saint-Christol-lez-Alès
- Maire sortant : Jean-Charles Bénézet (UDI)
- 29 sièges à pourvoir au conseil municipal (population légale 2017 : 7 030 habitants)
- 4 sièges à pourvoir au conseil communautaire (CA Alès Agglomération)

| Tête de liste            | Tête de liste            | Liste                    | Premier tour | Premier tour | Sièges | Sièges |
| Tête de liste            | Tête de liste            | Liste                    | Voix         | %            | CM     | CC     |
| ------------------------ | ------------------------ | ------------------------ | ------------ | ------------ | ------ | ------ |
|                          | Jean-Charles Bénézet,    | DVC                      | 1 103        | 54,52        | 23     | 3      |
|                          | André Montigny           | DVG                      | 618          | 30,54        | 4      | 1      |
|                          | Catherine Galiano        | DVG                      | 302          | 14,92        | 2      | 0      |
|                          |                          |                          |              |              |        |        |
| Votes valides            | Votes valides            | Votes valides            | 2 023        | 96,29        |        |        |
| Votes blancs             | Votes blancs             | Votes blancs             | 28           | 1,33         |        |        |
| Votes nuls               | Votes nuls               | Votes nuls               | 50           | 2,38         |        |        |
| Total                    | Total                    | Total                    | 2 101        | 100          | 29     | 4      |
| Abstention               | Abstention               | Abstention               | 3 678        | 63,64        |        |        |
| Inscrits / participation | Inscrits / participation | Inscrits / participation | 5 779        | 36,36        |        |        |

### Saint-Geniès-de-Malgoirès
- Maire sortant : Michel Martin (PCF)
- 23 sièges à pourvoir au conseil municipal (population légale 2017 : 3 007 habitants)
- 1 siège à pourvoir au conseil communautaire (CA Nîmes Métropole)

| Tête de liste            | Tête de liste                 | Liste                    | Premier tour | Premier tour | Sièges | Sièges |
| Tête de liste            | Tête de liste                 | Liste                    | Voix         | %            | CM     | CC     |
| ------------------------ | ----------------------------- | ------------------------ | ------------ | ------------ | ------ | ------ |
|                          | Jean-François Durand-Coutelle | SE                       | 676          | 61,17        | 19     | 1      |
|                          | Michel Martin,                | PCF                      | 429          | 38,82        | 4      | 0      |
|                          |                               |                          |              |              |        |        |
| Votes valides            | Votes valides                 | Votes valides            | 1 105        | 96,76        |        |        |
| Votes blancs             | Votes blancs                  | Votes blancs             | 13           | 1,14         |        |        |
| Votes nuls               | Votes nuls                    | Votes nuls               | 24           | 2,10         |        |        |
| Total                    | Total                         | Total                    | 1 142        | 100          | 23     | 1      |
| Abstention               | Abstention                    | Abstention               | 1 034        | 47,52        |        |        |
| Inscrits / participation | Inscrits / participation      | Inscrits / participation | 2 176        | 52,48        |        |        |

### Saint-Gilles
- Maire sortant : Eddy Valadier (LR)
- 33 sièges à pourvoir au conseil municipal (population légale 2017 : 13 564 habitants)
- 6 sièges à pourvoir au conseil communautaire (CA Nîmes Métropole)

|                          | Eddy Valadier,           | LR                       | 2 888 | 70,02 | 29 | 6 |  |  |
|                          | Christophe Lefèvre       | RN                       | 816   | 19,78 | 3  | 0 |  |  |
|                          | Paul Gabriel             | DVG                      | 420   | 10,18 | 1  | 0 |  |  |
|                          |                          |                          |       |       |    |   |  |  |
| Votes valides            | Votes valides            | Votes valides            | 4 124 | 97,36 |    |   |  |  |
| Votes blancs             | Votes blancs             | Votes blancs             | 40    | 0,94  |    |   |  |  |
| Votes nuls               | Votes nuls               | Votes nuls               | 72    | 1,70  |    |   |  |  |
| Total                    | Total                    | Total                    | 4 236 | 100   | 33 | 6 |  |  |
| Abstentions              | Abstentions              | Abstentions              | 4 698 | 52,59 |    |   |  |  |
| Inscrits / participation | Inscrits / participation | Inscrits / participation | 8 934 | 47,41 |    |   |  |  |

### Saint-Hilaire-de-Brethmas
- Maire sortant : Jean-Michel Perret (DVG)
- 27 sièges à pourvoir au conseil municipal (population légale 2017 : 4 313 habitants)
- 2 sièges à pourvoir au conseil communautaire (CA Alès Agglomération)

| Tête de liste            | Tête de liste            | Liste                    | Premier tour | Premier tour | Second tour | Second tour | Sièges | Sièges |
| Tête de liste            | Tête de liste            | Liste                    | Voix         | %            | Voix        | %           | CM     | CC     |
| ------------------------ | ------------------------ | ------------------------ | ------------ | ------------ | ----------- | ----------- | ------ | ------ |
|                          | Jean-Michel Perret,      | DVG                      | 832          | 46,50        | 1 066       | 56,31       | 21     | 2      |
|                          | Sylvie Galtier           | DVD                      | 627          | 35,04        | 827         | 43,68       | 6      | 0      |
|                          | Simone Teissier          | DVD                      | 330          | 18,44        | Retrait     | Retrait     | 0      | 0      |
|                          |                          |                          |              |              |             |             |        |        |
| Votes valides            | Votes valides            | Votes valides            | 1 789        | 97,02        | 1 893       | 96,63       |        |        |
| Votes blancs             | Votes blancs             | Votes blancs             | 28           | 1,52         | 38          | 1,94        |        |        |
| Votes nuls               | Votes nuls               | Votes nuls               | 27           | 1,46         | 28          | 1,43        |        |        |
| Total                    | Total                    | Total                    | 1 844        | 100          | 1 959       | 100         | 27     | 2      |
| Abstentions              | Abstentions              | Abstentions              | 2 048        | 52,62        | 1 941       | 49,77       |        |        |
| Inscrits / participation | Inscrits / participation | Inscrits / participation | 3 892        | 47,38        | 3 900       | 50,23       |        |        |

### Saint-Hippolyte-du-Fort
- Maire sortant : Bruno Olivieri (SE)
- 27 sièges à pourvoir au conseil municipal (population légale 2017 : 3 939 habitants)
- 10 sièges à pourvoir au conseil communautaire (CC du Piémont Cévenol)

| Tête de liste            | Tête de liste            | Liste                    | Premier tour | Premier tour | Sièges | Sièges |
| Tête de liste            | Tête de liste            | Liste                    | Voix         | %            | CM     | CC     |
| ------------------------ | ------------------------ | ------------------------ | ------------ | ------------ | ------ | ------ |
|                          | Bruno Olivieri,          | SE                       | 1 025        | 60,01        | 22     | 8      |
|                          | Cyril Moh                |                          | 683          | 39,98        | 5      | 2      |
|                          |                          |                          |              |              |        |        |
| Votes valides            | Votes valides            | Votes valides            | 1 708        | 95,85        |        |        |
| Votes blancs             | Votes blancs             | Votes blancs             | 34           | 1,91         |        |        |
| Votes nuls               | Votes nuls               | Votes nuls               | 40           | 2,24         |        |        |
| Total                    | Total                    | Total                    | 1 782        | 100          | 27     | 10     |
| Abstentions              | Abstentions              | Abstentions              | 1 045        | 36,96        |        |        |
| Inscrits / participation | Inscrits / participation | Inscrits / participation | 2 827        | 63,04        |        |        |

### Saint-Julien-les-Rosiers
- Maire sortant : Serge Bord (PCF)
- 23 sièges à pourvoir au conseil municipal (population légale 2017 : 3 348 habitants)
- 2 sièges à pourvoir au conseil communautaire (CA Alès Agglomération)

| Tête de liste            | Tête de liste            | Liste                    | Premier tour | Premier tour | Sièges | Sièges |
| Tête de liste            | Tête de liste            | Liste                    | Voix         | %            | CM     | CC     |
| ------------------------ | ------------------------ | ------------------------ | ------------ | ------------ | ------ | ------ |
|                          | Serge Bord,              | PCF                      | 996          | 67,66        | 20     | 2      |
|                          | Lorraine Jullian-Sicard  |                          | 476          | 32,33        | 3      | 0      |
|                          |                          |                          |              |              |        |        |
| Votes valides            | Votes valides            | Votes valides            | 1 472        | 97,35        |        |        |
| Votes blancs             | Votes blancs             | Votes blancs             | 8            | 0,53         |        |        |
| Votes nuls               | Votes nuls               | Votes nuls               | 32           | 2,12         |        |        |
| Total                    | Total                    | Total                    | 1 512        | 100          | 23     | 2      |
| Abstention               | Abstention               | Abstention               | 1 252        | 45,30        |        |        |
| Inscrits / participation | Inscrits / participation | Inscrits / participation | 2 764        | 54,70        |        |        |

### Saint-Laurent-d'Aigouze
- Maire sortant : Laurent Pélissier (DVD)
- 23 sièges à pourvoir au conseil municipal (population légale 2017 : 2 474 habitants)
- 6 sièges à pourvoir au conseil communautaire (CC Terre de Camargue)

| Tête de liste            | Tête de liste            | Liste                    | Premier tour | Premier tour | Sièges | Sièges |
| Tête de liste            | Tête de liste            | Liste                    | Voix         | %            | CM     | CC     |
| ------------------------ | ------------------------ | ------------------------ | ------------ | ------------ | ------ | ------ |
|                          | Thierry Féline           | DVD                      | 965          | 67,43        | 20     | 5      |
|                          | Catherine Thibaut        |                          | 466          | 32,56        | 3      | 1      |
|                          |                          |                          |              |              |        |        |
| Votes valides            | Votes valides            | Votes valides            | 1 431        | 94,08        |        |        |
| Votes blancs             | Votes blancs             | Votes blancs             | 30           | 1,97         |        |        |
| Votes nuls               | Votes nuls               | Votes nuls               | 60           | 3,94         |        |        |
| Total                    | Total                    | Total                    | 1 521        | 100          | 23     | 6      |
| Abstention               | Abstention               | Abstention               | 1 279        | 45,68        |        |        |
| Inscrits / participation | Inscrits / participation | Inscrits / participation | 2 800        | 54,32        |        |        |

### Saint-Laurent-des-Arbres
- Maire sortant : Philippe Gamard (SE)
- 23 sièges à pourvoir au conseil municipal (population légale 2017 : 8 543 habitants)
- 2 sièges à pourvoir au conseil communautaire (CA du Gard rhodanien)

| Tête de liste            | Tête de liste            | Liste                    | Premier tour | Premier tour | Sièges | Sièges |
| Tête de liste            | Tête de liste            | Liste                    | Voix         | %            | CM     | CC     |
| ------------------------ | ------------------------ | ------------------------ | ------------ | ------------ | ------ | ------ |
|                          | Philippe Gamard,         | SE                       | 611          | 100,00       | 23     | 2      |
|                          | Sylvie Barrieu-Vignal    | SE                       | 0            | 0,00         | 0      | 0      |
|                          |                          |                          |              |              |        |        |
| Votes valides            | Votes valides            | Votes valides            | 611          | 47,81        |        |        |
| Votes blancs             | Votes blancs             | Votes blancs             | 12           | 0,94         |        |        |
| Votes nuls               | Votes nuls               | Votes nuls               | 655          | 51,25        |        |        |
| Total                    | Total                    | Total                    | 1 278        | 100          | 23     | 2      |
| Abstention               | Abstention               | Abstention               | 826          | 39,26        |        |        |
| Inscrits / participation | Inscrits / participation | Inscrits / participation | 2 104        | 60,74        |        |        |

### Saint-Martin-de-Valgalgues
- Maire sortant : Claude Cerpédès (PCF)
- 27 sièges à pourvoir au conseil municipal (population légale 2017 : 4 419 habitants)
- 2 sièges à pourvoir au conseil communautaire (CA Alès Agglomération)

| Tête de liste            | Tête de liste            | Liste                    | Premier tour | Premier tour | Sièges | Sièges |
| Tête de liste            | Tête de liste            | Liste                    | Voix         | %            | CM     | CC     |
| ------------------------ | ------------------------ | ------------------------ | ------------ | ------------ | ------ | ------ |
|                          | Claude Cerpédès,         | DVG                      | 1 082        | 71,04        | 24     | 2      |
|                          | Nadia El Okki            | DVD                      | 271          | 17,79        | 2      | 0      |
|                          | Brigitte Bonneté-Favre   | DVC                      | 170          | 11,16        | 1      | 0      |
|                          |                          |                          |              |              |        |        |
| Votes valides            | Votes valides            | Votes valides            | 1 523        | 95,13        |        |        |
| Votes blancs             | Votes blancs             | Votes blancs             | 36           | 2,25         |        |        |
| Votes nuls               | Votes nuls               | Votes nuls               | 42           | 2,62         |        |        |
| Total                    | Total                    | Total                    | 1 601        | 100          | 27     | 2      |
| Abstention               | Abstention               | Abstention               | 1 661        | 50,92        |        |        |
| Inscrits / participation | Inscrits / participation | Inscrits / participation | 3 262        | 49,08        |        |        |

### Saint-Privat-des-Vieux
- Maire sortant : Philippe Ribot (UDI)
- 29 sièges à pourvoir au conseil municipal (population légale 2017 : 5 182 habitants)
- 3 sièges à pourvoir au conseil communautaire (CA Alès Agglomération)

| Tête de liste            | Tête de liste            | Liste                    | Premier tour | Premier tour | Sièges | Sièges |
| Tête de liste            | Tête de liste            | Liste                    | Voix         | %            | CM     | CC     |
| ------------------------ | ------------------------ | ------------------------ | ------------ | ------------ | ------ | ------ |
|                          | Philippe Ribot,          | DVC                      | 1 035        | 100,00       | 29     | 3      |
|                          |                          |                          |              |              |        |        |
| Votes valides            | Votes valides            | Votes valides            | 1 035        | 86,54        |        |        |
| Votes blancs             | Votes blancs             | Votes blancs             | 85           | 7,11         |        |        |
| Votes nuls               | Votes nuls               | Votes nuls               | 76           | 6,35         |        |        |
| Total                    | Total                    | Total                    | 1 196        | 100          | 29     | 3      |
| Abstention               | Abstention               | Abstention               | 2 940        | 71,08        |        |        |
| Inscrits / participation | Inscrits / participation | Inscrits / participation | 4 136        | 28,92        |        |        |

### Saint-Quentin-la-Poterie
- Maire sortant : Yvon Bonzi (PS)
- 23 sièges à pourvoir au conseil municipal (population légale 2017 : 3 054 habitants)
- 6 sièges à pourvoir au conseil communautaire (CC Pays d'Uzès)

| Tête de liste            | Tête de liste            | Liste                    | Premier tour | Premier tour | Sièges | Sièges |
| Tête de liste            | Tête de liste            | Liste                    | Voix         | %            | CM     | CC     |
| ------------------------ | ------------------------ | ------------------------ | ------------ | ------------ | ------ | ------ |
|                          | Yvon Bonzi,              | PS                       | 774          | 100,00       | 23     | 6      |
|                          |                          |                          |              |              |        |        |
| Votes valides            | Votes valides            | Votes valides            | 774          | 83,05        |        |        |
| Votes blancs             | Votes blancs             | Votes blancs             | 57           | 6,12         |        |        |
| Votes nuls               | Votes nuls               | Votes nuls               | 101          | 10,84        |        |        |
| Total                    | Total                    | Total                    | 932          | 100          | 23     | 6      |
| Abstention               | Abstention               | Abstention               | 1 604        | 63,25        |        |        |
| Inscrits / participation | Inscrits / participation | Inscrits / participation | 2 536        | 36,75        |        |        |

### Salindres
- Maire sortant : Yves Comte (DVG)
- 23 sièges à pourvoir au conseil municipal (population légale 2017 : 3 494 habitants)
- 2 sièges à pourvoir au conseil communautaire (CA Alès Agglomération)

| Tête de liste            | Tête de liste            | Liste                    | Premier tour | Premier tour | Sièges | Sièges |
| Tête de liste            | Tête de liste            | Liste                    | Voix         | %            | CM     | CC     |
| ------------------------ | ------------------------ | ------------------------ | ------------ | ------------ | ------ | ------ |
|                          | Yves Comte,              | DVG                      | 709          | 61,70        | 19     | 2      |
|                          | Régine de Malavas        | SE                       | 307          | 26,71        | 3      | 0      |
|                          | Daniel Verdelhan         | DVG                      | 133          | 11,57        | 1      | 0      |
|                          |                          |                          |              |              |        |        |
| Votes valides            | Votes valides            | Votes valides            | 1 149        | 96,96        |        |        |
| Votes blancs             | Votes blancs             | Votes blancs             | 24           | 2,03         |        |        |
| Votes nuls               | Votes nuls               | Votes nuls               | 12           | 1,01         |        |        |
| Total                    | Total                    | Total                    | 1 185        | 100          | 23     | 2      |
| Abstentions              | Abstentions              | Abstentions              | 1 502        | 55,90        |        |        |
| Inscrits / participation | Inscrits / participation | Inscrits / participation | 2 687        | 44,10        |        |        |

### Sommières
- Maire sortant : Guy Marotte (DVG)
- 27 sièges à pourvoir au conseil municipal (population légale 2017 : 4 917 habitants)
- 8 sièges à pourvoir au conseil communautaire (CC du Pays de Sommières)

| Tête de liste            | Tête de liste            | Liste                    | Premier tour | Premier tour | Second tour | Second tour | Sièges | Sièges |
| Tête de liste            | Tête de liste            | Liste                    | Voix         | %            | Voix        | %           | CM     | CC     |
| ------------------------ | ------------------------ | ------------------------ | ------------ | ------------ | ----------- | ----------- | ------ | ------ |
|                          | Pierre Martinez          | DVG                      | 505          | 34,00        | 692         | 39,29       | 19     | 6      |
|                          | Guy Marotte,             | DVG                      | 520          | 35,01        | 597         | 33,90       | 5      | 1      |
|                          | Sylvie Royo              | SE                       | 460          | 30,97        | 472         | 26,80       | 3      | 1      |
|                          |                          |                          |              |              |             |             |        |        |
| Votes valides            | Votes valides            | Votes valides            | 1 485        | 96,93        | 1 761       | 98,66       |        |        |
| Votes blancs             | Votes blancs             | Votes blancs             | 16           | 1,04         | 8           | 0,45        |        |        |
| Votes nuls               | Votes nuls               | Votes nuls               | 31           | 2,02         | 16          | 0,90        |        |        |
| Total                    | Total                    | Total                    | 1 532        | 100          | 1 785       | 100         | 27     | 8      |
| Abstention               | Abstention               | Abstention               | 1 870        | 54,97        | 1 622       | 47,61       |        |        |
| Inscrits / participation | Inscrits / participation | Inscrits / participation | 3 402        | 45,03        | 3 407       | 52,39       |        |        |

### Uchaud
- Maire sortant : Joffrey Léon (DVD)
- 27 sièges à pourvoir au conseil municipal (population légale 2017 : 4 315 habitants)
- 6 sièges à pourvoir au conseil communautaire (CC Rhôny Vistre Vidourle)

| Tête de liste            | Tête de liste            | Liste                    | Premier tour | Premier tour | Sièges | Sièges |
| Tête de liste            | Tête de liste            | Liste                    | Voix         | %            | CM     | CC     |
| ------------------------ | ------------------------ | ------------------------ | ------------ | ------------ | ------ | ------ |
|                          | Joffrey Léon,            | SE                       | 1 073        | 74,46        | 24     | 5      |
|                          | Maryan Bonnet            | DVD                      | 368          | 25,53        | 3      | 1      |
|                          |                          |                          |              |              |        |        |
| Votes valides            | Votes valides            | Votes valides            | 1 441        | 94,87        |        |        |
| Votes blancs             | Votes blancs             | Votes blancs             | 43           | 2,83         |        |        |
| Votes nuls               | Votes nuls               | Votes nuls               | 35           | 2,30         |        |        |
| Total                    | Total                    | Total                    | 1 519        | 100          | 27     | 6      |
| Abstentions              | Abstentions              | Abstentions              | 1 755        | 53,60        |        |        |
| Inscrits / participation | Inscrits / participation | Inscrits / participation | 3 274        | 46,40        |        |        |

### Uzès
- Maire sortant : Jean-Luc Chapon (MR)
- 29 sièges à pourvoir au conseil municipal (population légale 2017 : 8 454 habitants)
- 16 sièges à pourvoir au conseil communautaire (CC Pays d'Uzès)

| Tête de liste            | Tête de liste            | Liste                    | Premier tour | Premier tour | Sièges | Sièges |
| Tête de liste            | Tête de liste            | Liste                    | Voix         | %            | CM     | CC     |
| ------------------------ | ------------------------ | ------------------------ | ------------ | ------------ | ------ | ------ |
|                          | Jean-Luc Chapon,         | DVC                      | 1 519        | 57,97        | 24     | 13     |
|                          | Christophe Cavard        | ECO                      | 629          | 24,00        | 3      | 2      |
|                          | Lydie Defos du Rau       | ECO                      | 472          | 18,01        | 2      | 1      |
|                          |                          |                          |              |              |        |        |
| Votes valides            | Votes valides            | Votes valides            | 2 620        | 96,61        |        |        |
| Votes blancs             | Votes blancs             | Votes blancs             | 37           | 1,36         |        |        |
| Votes nuls               | Votes nuls               | Votes nuls               | 55           | 2,03         |        |        |
| Total                    | Total                    | Total                    | 2 712        | 100          | 29     | 16     |
| Abstention               | Abstention               | Abstention               | 4 037        | 59,82        |        |        |
| Inscrits / participation | Inscrits / participation | Inscrits / participation | 6 749        | 40,18        |        |        |

### Vauvert
- Maire sortant : Jean Denat (PS)
- 33 sièges à pourvoir au conseil municipal (population légale 2017 : 11 608 habitants)
- 16 sièges à pourvoir au conseil communautaire (CC Terre de Camargue)

| Tête de liste            | Tête de liste            | Liste                    | Premier tour | Premier tour | Second tour | Second tour | Sièges | Sièges |
| Tête de liste            | Tête de liste            | Liste                    | Voix         | %            | Voix        | %           | CM     | CC     |
| ------------------------ | ------------------------ | ------------------------ | ------------ | ------------ | ----------- | ----------- | ------ | ------ |
|                          | Jean Denat,              | DVG                      | 1 941        | 45,05        | 2 532       | 51,57       | 25     | 12     |
|                          | Jean-Louis Meizonnet     | RN                       | 1 856        | 43,08        | 2 377       | 48,42       | 8      | 4      |
|                          | Joëlle Cachia-Moreno     | DVD                      | 386          | 8,96         |             |             | 0      | 0      |
|                          | Bruno Lebeau             | ECO                      | 125          | 2,90         | 0           | 0           |        |        |
|                          |                          |                          |              |              |             |             |        |        |
| Votes valides            | Votes valides            | Votes valides            | 4 308        | 96,64        | 4 909       | 95,75       |        |        |
| Votes blancs             | Votes blancs             | Votes blancs             | 78           | 1,75         | 117         | 2,28        |        |        |
| Votes nuls               | Votes nuls               | Votes nuls               | 72           | 1,62         | 101         | 1,97        |        |        |
| Total                    | Total                    | Total                    | 4 458        | 100          | 5 127       | 100         | 33     | 16     |
| Abstention               | Abstention               | Abstention               | 4 484        | 50,15        | 3 822       | 42,71       |        |        |
| Inscrits / participation | Inscrits / participation | Inscrits / participation | 8 942        | 49,85        | 8 949       | 57,29       |        |        |

### Vergèze
- Maire sortant : René Balana (PS)
- 29 sièges à pourvoir au conseil municipal (population légale 2017 : 5 188 habitants)
- 6 sièges à pourvoir au conseil communautaire (CC Rhôny Vistre Vidourle)

| Tête de liste            | Tête de liste              | Liste                    | Premier tour | Premier tour | Sièges | Sièges |
| Tête de liste            | Tête de liste              | Liste                    | Voix         | %            | CM     | CC     |
| ------------------------ | -------------------------- | ------------------------ | ------------ | ------------ | ------ | ------ |
|                          | Pascale Fortunat-Deschamps | DVG                      | 1 077        | 60,53        | 24     | 5      |
|                          | Robert Monnier             | DVD                      | 702          | 39,46        | 5      | 1      |
|                          |                            |                          |              |              |        |        |
| Votes valides            | Votes valides              | Votes valides            | 1 779        | 96,01        |        |        |
| Votes blancs             | Votes blancs               | Votes blancs             | 34           | 1,83         |        |        |
| Votes nuls               | Votes nuls                 | Votes nuls               | 40           | 2,16         |        |        |
| Total                    | Total                      | Total                    | 1 853        | 100          | 29     | 6      |
| Abstention               | Abstention                 | Abstention               | 2 214        | 54,44        |        |        |
| Inscrits / participation | Inscrits / participation   | Inscrits / participation | 4 067        | 45,56        |        |        |

### Villeneuve-lès-Avignon
- Maire sortant : Jean-Marc Roubaud (LR)
- 33 sièges à pourvoir au conseil municipal (population légale 2017 : 11 698 habitants)
- 4 sièges à pourvoir au conseil communautaire (CA Grand Avignon)

|                          | Pascale Bories           | DVD                      | 2 381  | 59,14 | 27 | 4 |  |  |
|                          | Florent Lemont           | LREM                     | 844    | 20,96 | 3  | 0 |  |  |
|                          | Anne-Françoise Daniel    | DVG                      | 801    | 19,89 | 3  | 0 |  |  |
|                          |                          |                          |        |       |    |   |  |  |
| Votes valides            | Votes valides            | Votes valides            | 4 026  | 97,29 |    |   |  |  |
| Votes blancs             | Votes blancs             | Votes blancs             | 52     | 1,26  |    |   |  |  |
| Votes nuls               | Votes nuls               | Votes nuls               | 60     | 1,45  |    |   |  |  |
| Total                    | Total                    | Total                    | 4 138  | 100   | 33 | 4 |  |  |
| Abstention               | Abstention               | Abstention               | 6 228  | 60,08 |    |   |  |  |
| Inscrits / participation | Inscrits / participation | Inscrits / participation | 10 366 | 39,92 |    |   |  |  |